# 수남초등학교 (경남)
수남초등학교는 대한민국 경상남도 김해시에 있는 공립 초등학교이다.

## 학교 연혁
- 1940년 4월 1일 장유공립심상소학교 부설 응달간이학교 인가
- 1944년 4월 1일 장유공립국민학교 응달분교장 인가
- 1948년 3월 25일 수남국민학교 승격 개교
- 1984년 9월 27일 병설유치원 인가
- 1996년 3월 1일 수남초등학교로 교명 변경
- 2009년 3월 1일 현 위치(율하동 1395)로 이설
- 2017년 2월 9일 후관동 12교실 증축
- 2017년 3월 1일 제24대 이상롱 교장 부임
- 2018년 1월 26일 운동장 마사 교체, 스텐드 도색 공사
- 2018년 2월 14일 제69회 졸업(졸업생 총 4,540명)

## 참고 자료
- 수남초등학교 - 한국교육학술정보원 학교알리미